# 1209.
◄ | 12. stoljeće | 13. stoljeće | 14. stoljeće | ►
◄ | 1170-ih | 1180-ih | 1190-ih | 1200-ih | 1210-ih | 1220-ih | 1230-ih | ►
◄◄ | ◄ | 1206. | 1207. | 1208. | 1209. | 1210. | 1211. | 1212. | ► | ►►
Arhitektura • Astronomija • Glazba • Knjige • Književnost • Kršćanstvo • Medicina • Pravo • Promet • Znanost

## Događaji
- Papa Inocent III. ekskomunicirao engleskog kralja Ivana bez Zemlje.
- Utemeljeni franjevci.
- Izbio Albigenški rat. *Papa Inocent III. pokrenuo križarski rat protiv Valdenga.
- Prvo spominjanje Križevaca.
- Prvo spominjanje Marije Bistrice.
- Slobodni kraljevski grad Varaždin.
- Sv. Albert, jeruzalemski patrijarh, sastavio pravila karmelićanima.

## Rođenja
- 5. siječnja Rikard od Cornwalla i Poitoua († 2. travnja 1272.), rimsko-njemački kralj

## Vanjske poveznice
|  | Zajednički poslužitelj ima još gradiva o temi 1209. |